# Hódmezővásárhelyi Nemzetközi Kerámia Központ
A Hódmezővásárhelyi Nemzetközi Kerámia Központ egy Hódmezővásárhelyen található állandó jellegű kiállítóhely, valamint oktatási központ. Hódmezővásárhelyen, a Nagy Sándor u. 9. szám alatt található.

## Előzmények
A Hódmezővásárhelyi Nemzetközi Kerámia Központ kezdetei 2005-re vezethető vissza, amikor az évente 5 hetet Hódmezővásárhelyen töltő művészek részéről felmerült az igény egy egész évben nyitva tartó szakmai központra. Török Sándor, a KERAM-PACK Zrt. akkori igazgatója 2005-ben megvásárolta Endre Béla által alapított történelmi Majolika-művésztelepet. Ennek területén a tanműhelyben a Vásárhelyi Kerámia Szimpózium megtartása mellett 2005 májusában jött létre és  kezdte meg működését a Művésztelep. Művészek számára 1-1 hónap munkalehetőséget tudtak biztosítani. A szimpóziumokon, a Vásárhelyen dolgozó művészek egy-egy alkotást, vagy egy-egy sorozatot adományoztak a Városi Kerámia Gyűjtemény számára. Sajnos a támogató cég csődje miatt a Művésztelepet felszámolták.

## Művészeti, Oktatási és Kutatási Központ
Hódmezővásárhely Megyei Jogú Város képviselő testülete 2007-ben kérte fel Pannonhalmi Zsuzsát, a Wartha Vince Kerámiaművészeti Alapítványt, hogy hosszú távra tegyen hasznosítási javaslatot a Nagy Sándor utca 9. alatt lévő ingatlanra. Az Alapítvány Művészeti, Oktatási és Kutatási Központ létesítését javasolta. Maga az épület 1882-ben épült elemi iskolának, Kovács Ferenc és Küry Terézia adományából. 2007-től folyamatos működés mellett átalakítás folyt, majd 2013-ban alakult meg hivatalosan a Hódmezővásárhelyi Nemzetközi Kerámia Központ.

## Tevékenységei
- Kiállítások: A két kiállító teremben a magyar kerámiaművészet kortárs és kerámiatörténeti kiállítások megrendezésére került sor.
- Szakmai rendezvények lebonyolítása
- Vásárhelyi Kerámia Szimpózium megrendezése minden évben ősszel
- Művésztelep, mely a művészek alkotótevékenységét segíti, kiállításra való felkészülésre, kísérletezésre, továbbképzésre van lehetőség

## Gyűjtemény
A Központ raktárának kiállításán állandóan látható, valamint kutatható az elmúlt évek alatt a szimpóziumokon és a művésztelepen dolgozó művészek munkái, amely leltározott, katalogizált gyűjtemény, 2015 júliusában 560 alkotást számlál.
A Gyűjtemény anyagából évente több kiállítást rendez a Központ, illetve a Wartha Vince Kerámiaművészeti Alapítvány itthon és külföldön.

## Oktatási-kutatási tevékenység
A Központ a Szegedi Tudományegyetem egyik fakultatív oktatási helye. Emellett a művészeti zárt és nyitott szakmai kurzusok, doktori képzés helyszíne.
Kerámia Stúdió üzemel minden korosztály részére, valamint több európai uniós oktatási programokban vesz részt a Központ.